# 파블로스 파블리디스
파블로스 파블리디스(그리스어: Παῦλος Παυλίδης, ?~1968년)는 그리스의 사격 선수이다. 그는 아테네에서 열린 1896년 하계 올림픽에 참가했다.
파블리디스는 군사소총 종목에서 40번의 사격 중 38번을 명중시켜서 1위인 판텔리스 카라세브다스보다 2번 사격하지 못했으며 372점 차이로 2위를 했다.
그는 자유소총 종목에도 참가했다. 점수와 순위는 알 수 없으며 5위 이내에 들지 못했다는 것만 알 수 있다.